# Тендер (ТВ серија)
Тендер је босанскохерцеговачка хумористичка телевизијска серија из 2023. године.
Од 28. јануара 2023. године се премијерно емитује на каналима MYTV BHTelecom и Федералној телевизији у Босни и Херцеговини, такође се емитује и на Првом програму ТВ Црна Гора од 17. јануара где је и премијерно емитована у региону, док је у Хрватској серија доступна само на RTL-овој платформи видеа на захтјев Voyo (тадашњи RTL Play). Од 25. фебруара 2024. године на MYTV BHTelecom је започето емитовање треће сезоне са 12 епизода, a od 02. децембра 2024. и четврта сезона.

## Радња
Серија прати рад државне агенције за спровођење јавних набавки.
У средишту серије је трочлана комисија која је састављена по добро познатом моделу: Србин, Хрват и Бошњак.
Три потпуно различита карактера, потпуно различите политичке визије, потпуно различити погледи на свет али су принуђени радити заједнички посао и делити заједнички простор тј. уред, канцеларију, офис, office.
Meђутим, оно што их спаја је јаче од свих њихових разлика — жеља да се обогате.
На путу ка томе они неће презати ни од чега — лагаће, петљаће, поткупљиваће, улизиваће се шефовима. Са друге стране, ту су и радници у администрацији који имају своје приватне проблеме — хектичан или никакав емотиван живот, мањак самопоуздања, незаитересованост који често стају на пут нашој комисији.
При томе, нико није имун на љубав, па тако ни запослени у агенцији. А љубав је нешто што свима треба.
Комисија и администрација креирају чудан спој љубави и мржње, пријатељства и непријатељства који свакодневно поприма нови облик у контакту са клијентима агенције.
А агенција за јавне набавке је, наравно, магнет за варалице, лопове и вуцибатине свих врста и боја...

## Главне улоге
| Глумац            | Улога                                          |
| ----------------- | ---------------------------------------------- |
| Тарик Џинић       | Мехмедалија Мехо Оруч — бошњачки члан комисије |
| Роберт Крајиновић | Винко Микулић — хрватски члан комисије         |
| Бранко Јанковић   | Јован Лилић — српски члан комисије             |
| Аида Буква        | Бранка Пејић — шефица кабинета                 |
| Ања Краљевић      | Амра Дупаловић — преводитељица                 |
| Игор Скварица     | Ивор Билабун — правник                         |
| Анђела Кусић      | Весна Гризељ — секретарица                     |
| Дражен Павловић   | Борис Багић — ИТ стручњак                      |
| Един Авдагић      | Сакиб — кафе кувар                             |

## Епизодне улоге
| Глумац            | Улога                          |
| ----------------- | ------------------------------ |
| Надине Мићић      | Адела — водитељка              |
| Санела Пепељак    | Чиста — хигијеничарка          |
| Мирсад Тука       | Хамдија Врабац — полицајац     |
| Мирела Ламбић     | Јовина стрина — пендрек вештак |
| Дарио Пушић       | ТВ екипа — камерман            |
| Ванеса Глођо      | Драгана — српска странка       |
| Марио Дрмач       | Звонимир — хрватска странка    |
| Семир Кривић      | Фаик — бошњачка странка        |
| Ријад Гвозден     | Зуца — ревизор                 |
| Татјана Шојић     | Уна — шефица                   |
| Белма Салкунић    | апотекарка                     |
| Сабит Сејдиновић  | Пајсер                         |
| Алиса Чајић       | Амина Лу                       |
| Аднан Омеровић    | Пике                           |
| Џек Димић         | Џон Мек Нико                   |
| Мирза Дервишић    | Џамал Мудароф                  |
| Един Дрљевић      | Тончи                          |
| Един Алић         | странац                        |
| Елма Јуковић      | Лили                           |
| Ведран Туце       | Сајо                           |
| Матеа Маврак      | Адна                           |
| Един Алић         | странац                        |
| Нерман Махмутовић | полицајац                      |
| Един Алић         | странац                        |

## Преглед серије
| Сезона | Сезона | Епизоде | Епизоде | Оригинално емитовање | Оригинално емитовање |
| Сезона | Сезона | Епизоде | Епизоде | Премијера            | Финале               |
| ------ | ------ | ------- | ------- | -------------------- | -------------------- |
|        | 1.     | 12      | 12      | 28. јануар 2023.     | 5. март 2023.        |
|        | 2.     | 12      | 12      | 23. април 2023.      | 28. мај 2023.        |
|        | 3.     | 12      | 12      | 25. фебруар 2024.    | 18. мај 2024.        |
|        | 4.     | 12      | 12      | 2. децембар 2024.    | 10. март 2025.       |

### Прва сезона
| Број епизоде | Епизода                   | Датум емитовања                                  |
| ------------ | ------------------------- | ------------------------------------------------ |
| 1 (1)        | Оснивање комисије         | 17. јануар 2023. 28. јануар 2023. 10. јул 2023.  |
| 2 (2)        | Пендрек                   | 18. јануар 2023. 29. јануар 2023. 10. јул 2023.  |
| 3 (3)        | Штела                     | 19. јануар 2023. 4. фебруар 2023. 10. јул 2023.  |
| 4 (4)        | Притисак                  | 23. јануар 2023. 5. фебруар 2023. 10. јул 2023.  |
| 5 (5)        | Поштењачине               | 24. јануар 2023. 11. фебруар 2023. 10. јул 2023. |
| 6 (6)        | Промаја                   | 25. јануар 2023. 12. фебруар 2023. 10. јул 2023. |
| 7 (7)        | Истјеривање ђавола        | 26. јануар 2023. 18. фебруар 2023. 10. јул 2023. |
| 8 (8)        | Логистика                 | 30. јануар 2023. 19. фебруар 2023. 10. јул 2023. |
| 9 (9)        | Лажни профил              | 31. јануар 2023. 25. фебруар 2023. 10. јул 2023. |
| 10 (10)      | Систематски преглед       | 1. фебруар 2023. 26. фебруар 2023. 10. јул 2023. |
| 11 (11)      | Синдикалне игре           | 2. фебруар 2023. 4. март 2023. 10. јул 2023.     |
| 12 (12)      | Свечаност отварања зграде | 6. фебруар 2023. 5. март 2023. 10. јул 2023.     |

### Друга сезона
| Број епизоде | Епизода                  | Датум емитовања                                 |
| ------------ | ------------------------ | ----------------------------------------------- |
| 1 (13)       | Љубомора                 | 7. фебруар 2023. 23. април 2023. 10. јул 2023.  |
| 2 (14)       | Сви су заљубљени у Амру  | 8. фебруар 2023. 23. април 2023. 10. јул 2023.  |
| 3 (15)       | Полтронство              | 9. фебруар 2023. 29. април 2023. 10. јул 2023.  |
| 4 (16)       | Зубне протезе            | 13. фебруар 2023. 30. април 2023. 10. јул 2023. |
| 5 (17)       | Струја                   | 14. фебруар 2023. 6. мај 2023. 10. јул 2023.    |
| 6 (18)       | Медицинска марихуана     | 15. фебруар 2023. 7. мај 2023. 10. јул 2023.    |
| 7 (19)       | Нова година              | 16. фебруар 2023. 13. мај 2023. 10. јул 2023.   |
| 8 (20)       | Правилник мириси         | 20. фебруар 2023. 14. мај 2023. 10. јул 2023.   |
| 9 (21)       | Дисциплинска комисија    | 21. фебруар 2023. 20. мај 2023. 10. јул 2023.   |
| 10 (22)      | Аутопут                  | 22. фебруар 2023. 21. мај 2023. 10. јул 2023.   |
| 11 (23)      | Пријем новог запосленика | 23. фебруар 2023. 27. мај 2023. 10. јул 2023.   |
| 12 (24)      | Прослава                 | 27. фебруар 2023. 28. мај 2023. 10. јул 2023.   |

### Трећа сезона
| Број епизоде | Епизода          | Датум емитовања   |
| ------------ | ---------------- | ----------------- |
| 1 (25)       | Повратак         | 25. фебруар 2024. |
| 2 (26)       | Хумор            | 03.март 2024.     |
| 3 (27)       | Шпијунска опрема | 10.март 2024.     |
| 4 (28)       | Дијета           | 17.март 2024.     |
| 5 (29)       | Е-Службеник      | 24.март 2024.     |
| 6 (30)       | Поло             | 31.март 2024.     |
| 7 (31)       | Валентиново      | 14.април 2024.    |
| 8 (32)       | Дрндер           | 20.април 2024.    |
| 9 (33)       | Антропологија    | 27.април 2024.    |
| 10 (34)      | Одлазак          | 05.мај 2024.      |
| 11 (35)      | Осми март        | 12.мај 2024.      |
| 12 (36)      | Позитивне мисли  | 18.мај 2024.      |

### Четврта сезона
| Број епизоде | Епизода                         | Датум емитовања      |
| ------------ | ------------------------------- | -------------------- |
| 1 (37)       | Умјетничке слике                | 2. децембар 2024..   |
| 2 (38)       | Раскид                          | 9. децембар 2024.br> |
| 3 (39)       | КДЗ                             | 16. децембар 2024.   |
| 4 (40)       | Нафта                           | 23. децембар 2024.   |
| 5 (41)       | Прави БиХ Астронаути            | 30. децембар 2024.   |
| 6 (42)       | СМС                             | 6. јануар 2025.      |
| 7 (43)       | Џендер сензитивно               | 13. јануар 2025.     |
| 8 (44)       | Мехина дjевојка                 | 20. јануар 2025.     |
| 9 (45)       | Фитнес опрема за државну службу | 27. јануар 2025.     |
| 10 (46)      | Ситком                          | 3. фебруар 2025.     |
| 11 (47)      | Чајеви                          | 10. фебруар 2025.    |
| 12 (48)      | Нова Година                     | 17. фебруар 2025.    |
| 13 (49)      | Плацебо                         | 24. фебруар 2025.    |
| 14 (50)      | Одмор                           | 3. март 2025         |
| 15 (51)      | Новчанице                       | 10. март 2025.       |